# Lengshuiguan
Lengshuiguan (kinesiska: 冷水关) är en köping i sydvästra Kina. Den ligger i stadsdistriktet Nanchuan, i storstadsområdet Chongqing, omkring 59 kilometer öster om det centrala stadsdistriktet Yuzhong. Antalet invånare är 7 345. Befolkningen består av 3 595 kvinnor och 3 750 män. Barn under 15 år utgör 20,0 %, vuxna 15-64 år 59 %, och äldre över 65 år 20,0 %.